# Atletismo nos Jogos Pan-Americanos de 2011 - 200 m masculino
A competição dos 200 m rasos masculino foi um dos eventos do atletismo nos Jogos Pan-Americanos de 2011, em Guadalajara. Foi disputada no Estádio Telmex de Atletismo entre os dias 26 e 27 de outubro.

## Calendário
Horário local (UTC-6).
| Data          | Horário | Fase         |
| ------------- | ------- | ------------ |
| 26 de outubro | 15:00   | Qualificação |
| 26 de outubro | 16:55   | Semifinais   |
| 27 de outubro | 18:50   | Final        |

## Medalhistas
| Ouro   | CUB Roberto Skyers  |
| Prata  | JAM Lansford Spence |
| Bronze | BRA Bruno Lins      |

## Recordes
Recordes mundial e pan-americano antes da disputa dos Jogos Pan-Americanos de 2011.
| Tipo                             | Atleta         | Tempo | Local  | Data                 |
| -------------------------------- | -------------- | ----- | ------ | -------------------- |
|                                  | Usain Bolt     | 19.19 | Berlim | 20 de agosto de 2009 |
| Recorde dos Jogos Pan-Americanos | Donald Quarrie | 19.86 | Cali   | 3 de agosto de 1971  |

## Resultados

### Eliminatórias
Os quatro melhores atletas de cada bateria mais os quatro atletas mais velozes se classificaram para as semifinais.

| Pos. | Bateria | Atleta             | País                         | Tempo | Obs. |
| ---- | ------- | ------------------ | ---------------------------- | ----- | ---- |
| 1    | 2       | Bruno Lins         | BRA Brasil                   | 20.53 | Q    |
| 2    | 1       | Lansford Spence    | JAM Jamaica                  | 20.59 | Q    |
| 3    | 5       | Sandro Viana       | BRA Brasil                   | 20.65 | Q    |
| 4    | 5       | Jason Livermore    | JAM Jamaica                  | 20.73 | Q,   |
| 4    | 3       | Alex Quiñónez      | ECU Equador                  | 20.73 | Q    |
| 6    | 2       | Daniel Grueso      | COL Colômbia                 | 20.76 | Q,   |
| 7    | 4       | Michael Mathieu    | BAH Bahamas                  | 20.81 | Q    |
| 8    | 5       | Michael Herrera    | CUB Cuba                     | 20.82 | Q    |
| 9    | 5       | Antoine Adams      | SKN São Cristóvão e Neves    | 20.83 | Q,   |
| 9    | 5       | Cristián Reyes     | CHI Chile                    | 20.83 | q    |
| 11   | 4       | Calesio Newman     | USA Estados Unidos           | 20.86 | Q    |
| 11   | 1       | Roberto Skyers     | CUB Cuba                     | 20.86 | Q    |
| 13   | 3       | Moriba Morain      | TRI Trinidad e Tobago        | 20.90 | Q    |
| 13   | 2       | Rolando Palacios   | HON Honduras                 | 20.90 | Q    |
| 15   | 3       | José Acevedo       | VEN Venezuela                | 20.93 | Q    |
| 16   | 4       | Yoel Tapia Gómez   | DOM República Dominicana     | 20.95 | Q    |
| 17   | 2       | Brijesh Lawrence   | SKN São Cristóvão e Neves    | 21.02 | Q    |
| 18   | 1       | Harold Houston III | BER Bermudas                 | 21.04 | Q    |
| 18   | 1       | Kael Becerra       | CHI Chile                    | 21.04 | Q    |
| 20   | 2       | Perrisan White     | USA Estados Unidos           | 21.05 | q    |
| 21   | 4       | Dontae Richards    | CAN Canadá                   | 21.26 | Q    |
| 22   | 1       | Mariano Jiménez    | ARG Argentina                | 21.20 | q    |
| 23   | 2       | Franklin Nazareno  | ECU Equador                  | 21.45 | q    |
| 24   | 3       | Juan Reyes         | MEX México                   | 21.54 | Q    |
| 25   | 1       | Joel Redhead       | GRN Granada                  | 21.60 |      |
| 26   | 4       | Jonathon Juin      | HAI Haiti                    | 21.62 |      |
| 27   | 3       | Roudy Monrose      | HAI Haiti                    | 21.63 |      |
| 28   | 4       | Jorge Alonzo       | MEX México                   | 21.81 |      |
| 29   | 3       | Courtney Williams  | VIN São Vicente e Granadinas | 22.42 |      |
| 30   | 5       | Adam Harris        | GUY Guiana                   | 22.45 |      |
| 31   | 4       | Jorge Jiménez      | BIZ Belize                   | 23.55 |      |
| 32   | 3       | Winston George     | GUY Guiana                   | 24.17 |      |

### Semifinais
Os dois melhores atletas de cada bateria mais os dois atletas mais velozes, se classificaram para as finais.

| Pos. | Bateria | Atleta             | País                      | Tempo | Obs.            |
| ---- | ------- | ------------------ | ------------------------- | ----- | --------------- |
| 1    | 1       | Roberto Skyers     | CUB Cuba                  | 20.31 | Q,              |
| 2    | 3       | Lansford Spence    | JAM Jamaica               | 20.33 | Q,              |
| 3    | 2       | Bruno Lins         | BRA Brasil                | 20.35 | Q               |
| 4    | 1       | Sandro Viana       | BRA Brasil                | 20.39 | Q,              |
| 5    | 1       | Alex Quiñónez      | ECU Equador               | 20.49 | q,              |
| 6    | 3       | Michael Mathieu    | BAH Bahamas               | 20.50 | Q               |
| 7    | 1       | Cristián Reyes     | CHI Chile                 | 20.65 | q,              |
| 8    | 3       | Michael Herrera    | CUB Cuba                  | 20.66 |                 |
| 9    | 2       | Rolando Palacios   | HON Honduras              | 20.70 | Q,              |
| 10   | 1       | Antoine Adams      | SKN São Cristóvão e Neves | 20.76 | Recorde pessoal |
| 10   | 2       | Jason Livermore    | JAM Jamaica               | 20.76 |                 |
| 12   | 1       | Perrisan White     | USA Estados Unidos        | 20.78 |                 |
| 13   | 3       | Calesio Newman     | USA Estados Unidos        | 20.80 |                 |
| 14   | 3       | Brijesh Lawrence   | SKN São Cristóvão e Neves | 20.82 |                 |
| 15   | 2       | Daniel Grueso      | COL Colômbia              | 20.83 |                 |
| 16   | 3       | Yoel Tapia Gómez   | DOM República Dominicana  | 20.84 |                 |
| 17   | 2       | José Acevedo       | VEN Venezuela             | 20.85 |                 |
| 18   | 1       | Harold Houston III | BER Bermudas              | 20.91 | Recorde pessoal |
| 18   | 1       | Moriba Morain      | TRI Trinidad e Tobago     | 20.91 |                 |
| 20   | 2       | Dontae Richards    | CAN Canadá                | 21.11 |                 |
| 21   | 2       | Kael Becerra       | CHI Chile                 | 21.23 |                 |
| 22   | 3       | Mariano Jiménez    | ARG Argentina             | 21.47 |                 |
| 23   | 2       | Franklin Nazareno  | ECU Equador               | 21.48 |                 |
| 24   | 3       | Juan Reyes         | MEX México                | 21.49 |                 |

### Final
| Pos.              | Atleta           | País         | Tempo |
| ----------------- | ---------------- | ------------ | ----- |
| Medalha de ouro   | Roberto Skyers   | CUB Cuba     | 20.37 |
| Medalha de prata  | Lansford Spence  | JAM Jamaica  | 20.38 |
| Medalha de bronze | Bruno Lins       | BRA Brasil   | 20.45 |
| 4                 | Michael Mathieu  | BAH Bahamas  | 20.62 |
| 5                 | Rolando Palacios | HON Honduras | 20.77 |
| 6                 | Alex Quiñónez    | ECU Equador  | 20.86 |
| 7                 | Sandro Viana     | BRA Brasil   | 20.94 |
| 8                 | Cristián Reyes   | CHI Chile    | 20.97 |

Legenda
| Recorde mundial                  | Recorde mundial (World record)               |                       | Recorde africano                      | Recorde africano (African) |                                           | Q | Classificado por posição (Qualified) |
| Recorde dos Jogos Pan-Americanos | Recorde pan-americano (Pan-American record)  | Recorde da América    | Recorde da América (Americas)         | q                          | Classificado por melhor tempo (Qualified) |   |                                      |
| Melhor marca do ano              | Melhor marca do ano (World leading)          | Recorde asiático      | Recorde asiático (Asian)              | DNS                        | Não largou (Did not start)                |   |                                      |
| Recorde nacional                 | Recorde nacional (National record)           | Recorde europeu       | Recorde europeu (European)            | DNF                        | Não terminou (Did not finish)             |   |                                      |
| Recorde pessoal                  | Recorde pessoal do atleta (Personal best)    | Recorde da Oceania    | Recorde da Oceania (Oceania)          | DSQ / DQ                   | Desclassificado (Disqualified)            |   |                                      |
| Recorde da temporada             | Recorde da temporada do atleta (Season best) | Recorde sul-americano | Recorde sul-americano (South America) | NM                         | Sem marca (No mark)                       |   |                                      |